# Jesselyn Radack

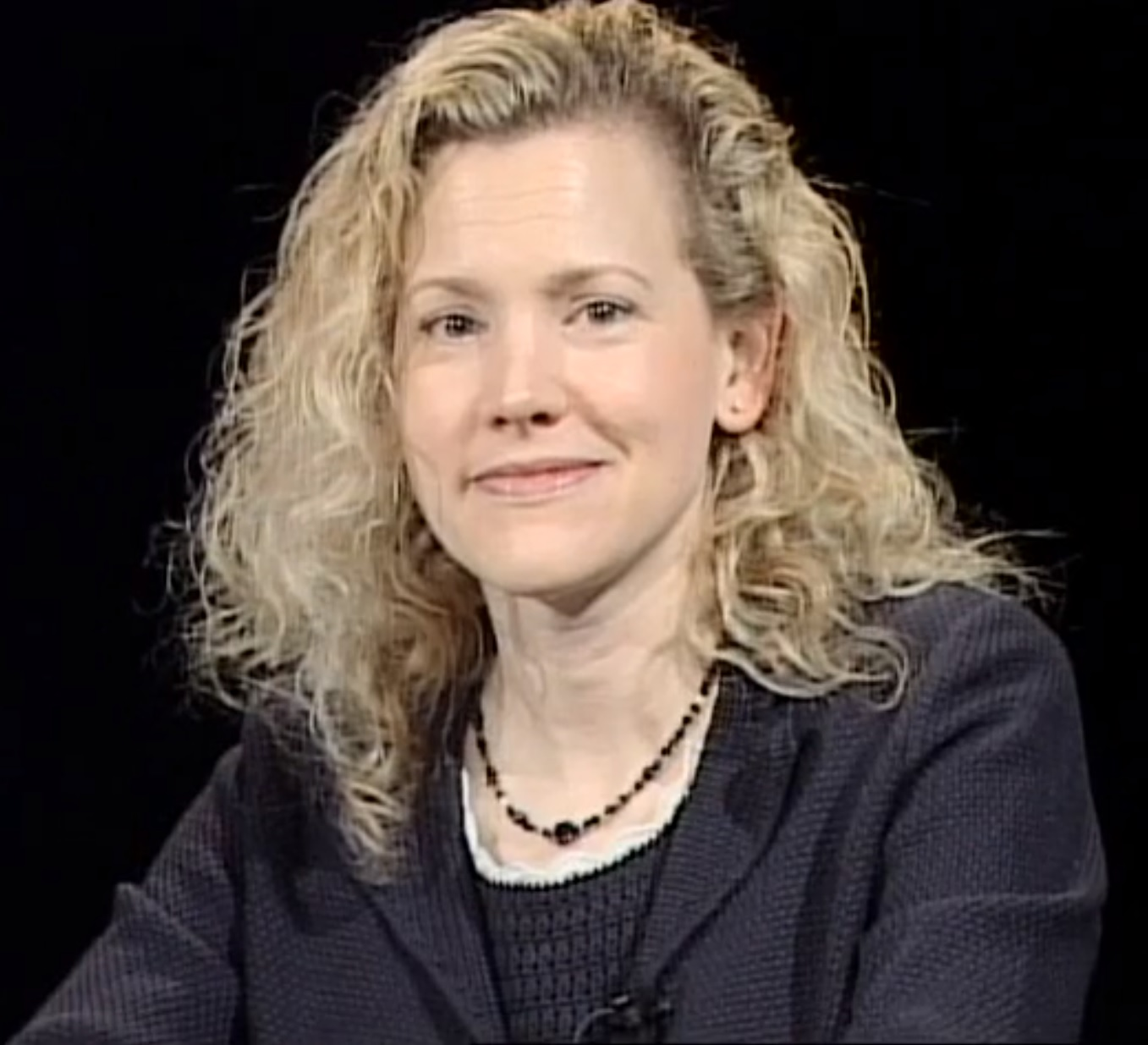
Jesselyn Radack (2009)

Jesselyn A. Radack (* 12. Dezember 1970 in Washington, D.C.) ist eine ehemalige Justiziarin des United States Department of Justice für Fragen der Ethik. Nach der Verhaftung des „amerikanischen Taliban“ John Walker Lindh warf sie dem Verteidigungsministerium beim Verhör von Lindh, dem kein Rechtsbeistand zur Seite gestellt worden war, ethische Verfehlungen vor und wurde Whistleblowerin. Sie wurde 2011 mit dem Sam Adams Award ausgezeichnet und ist inzwischen Jurorin für die Verleihung dieses Preises. Sie leitet das Government Accountability Project und spricht und publiziert über Menschen- und Bürgerrechte, Pressefreiheit und Unterdrückung sowie über den Schutz der Privatsphäre und den von Whistleblowern vor Überwachung.

## Leben & Karriere
Radack wurde in Washington geboren und besuchte später die Brown University, an der sie noch im ersten Jahr in die Vereinigung Phi Beta Kappa gewählt wurde. 1992 schloss sie mit einem dreifachen Major (Bachelor) in Amerikanistik, Womens' Studies und Politikwissenschaften ab, 1995 folgte der Abschluss der Yale Law School (Yale University). Durch das Attorney General's Honors Program konnte sie bis 1999 Tort law am Department of Justice (DoJ) praktizieren, dann wechselte sie bis 2002 zum neu geschaffenen dortigen Professional Responsibility Advisory Office (PRAO) – einer Abteilung, die Anschuldigungen gegenüber DoJ-Angestellten überprüfte, Empfehlungen zu ethischen Grundlagen von amtlichen Handlungen erließ und Gutachten erstellte.

### Der Fall Lindh

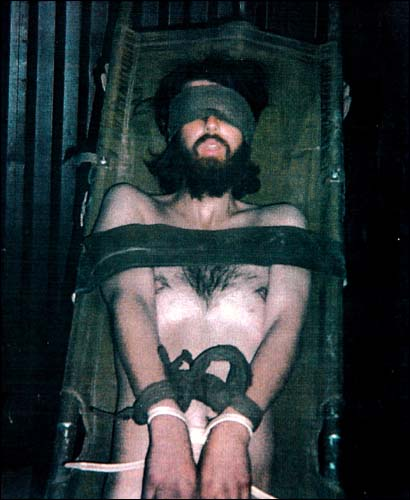
John Walker Lindh in Gewahrsam (2001)

Radack wurde am 7. Dezember 2001 durch John DePue, Ankläger des DOJ für Terrorismus-Fälle, beauftragt, die juristische Korrektheit der Befragung von John Walker Lindh zu prüfen, da diesem kein eigener Rechtsbeistand zur Seite gestanden hatte. Sie kam zu dem Schluss, dass das Recht auf einen Beistand hätte gewährt werden müssen.

„It would be a pre-indictment, custodial overt interview, which is not authorized by law.“

„Dies [die Befragung ohne Anwalt] wäre eine vor-Anklageschriftliche, vormundschaftlich offene Befragung, die nicht durch das Gesetz legitimiert ist.“

Sie habe ihre Empfehlung durch einen erfahrenen Kollegen sowie die Leiterin der Abteilung, Claudia Flynn, überprüfen lassen und deren Zustimmung erhalten.

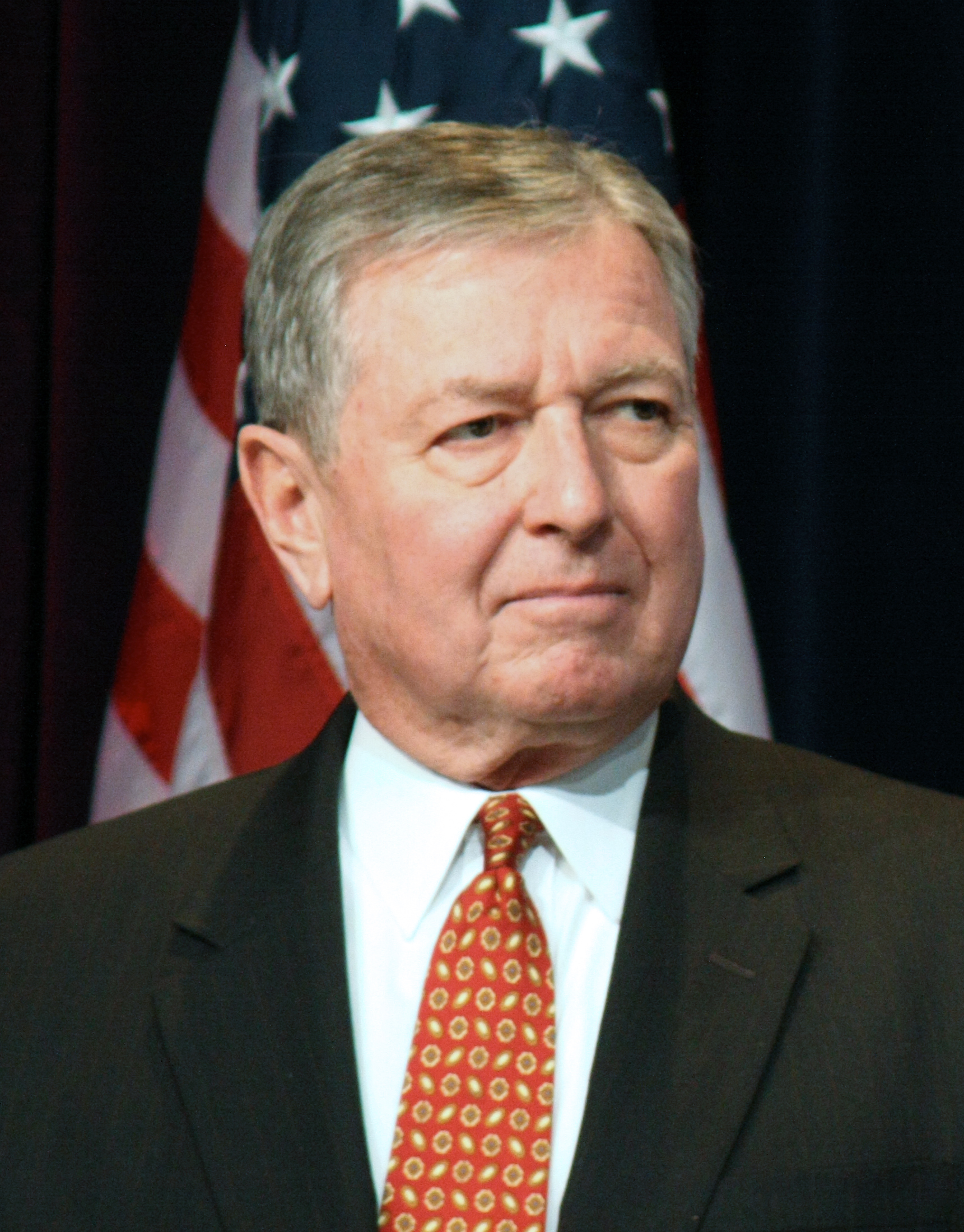
John Ashcroft (2010)

In der entsprechenden Situation wurde Lindh gesagt, es sei „kein Anwalt hier“, und verschwiegen, dass seine Eltern in den USA bereits einen Rechtsbeistand engagiert hatten. Laut Verteidigung verzichtete der hungrige und müde Lindh dann aufgrund der bewussten Fehlinformation auf eine Vertagung des Verhörs, bis sein Anwalt anwesend wäre. Radack hatte empfohlen zu sagen: „We understand that your father has retained counsel for you. Do you want this lawyer to represent you? (Soweit wir wissen hat Ihr Vater einen Beistand für Sie engagiert, möchten Sie, dass dieser Anwalt Ihre Rechte vertritt?“). Sie wurde dann nach weiteren Nachfragen kurz darauf angewiesen, den Fall nicht weiter zu verfolgen, obwohl „eine umfassende Beobachtung eines Rechtsstreits, in dem der Empfehlung des PRAO nicht entsprochen wurde, ansonsten üblich war“.
Nachdem der damalige Attorney General John Ashcroft im Januar 2002 öffentlich zu dem von ihm zur Anklage gebrachten Fall Lindh Stellung bezogen und bekundet hatte,

„The subject here is entitled to choose his own lawyer and to our knowledge has not chosen a lawyer at this time.“

„Dem Betreffenden steht zu, einen eigenen Anwalt zu wählen und unseres Wissens hat er zum jetzigen Zeitpunkt keinen solchen ausgewählt.“

wuchsen in Radack Zweifel am moralisch einwandfreien Verhalten ihrer Vorgesetzten und sonstigen Regierungsvertretern, auch wenn ihr das Verfahren, technisch betrachtet, juristisch legitim und gesetzeskonform erschien.
Im Februar desselben Jahres wurde Radack mit einer überaus harten und beißenden Beurteilung durch ihre Vorgesetzten konfrontiert, obwohl keine reguläre Bewertung ihrer Arbeitsleistung anstand. Sie benötige mehr Kontrolle, als zu erwarten wäre und ihre Empfehlungen hätten einmal ernste Probleme nach sich gezogen und wären zweimalig vorschnell, ohne Abstimmung mit ihrem Vorgesetzten veröffentlicht worden. Ihr wurde freigestellt, sich selbst um eine andere Arbeit zu bemühen – oder diese Bewertung würde in ihre Personalakte eingehen.
Im März forderte Randy Bellows, der ausübende Ankläger im Lindh-Fall, dass alle Korrespondenz des DoJ zu Lindh dem Gericht überstellt werde, er habe lediglich zwei ihrer E-Mails und benötige auch die restlichen. Nach Rückfragen musste Radack feststellen, dass die Mehrzahl ihrer Mails mit DePue, die sie in Papierform archivierte, aus der entsprechenden Akte entfernt waren. Mittels forensischer Mittel erlangte sie rund ein Dutzend Dokumente zurück, wurde aber angewiesen, diese nicht an das Gericht zu übersenden.
Nach dem Verlassen des DoJ resümierte sie im April 2002: Ein geschlossenes Auftreten einer Behörde im Fall Lindh sei verständlich, auch das Zurückhalten von Meinungsverschiedenheiten gegenüber der Öffentlichkeit – allerdings:

„What’s not okay is to hide that there was any disagreement when a federal judge has asked for information that happens to show disagreement. This is not about any kind of bleeding-heart sympathy for Lindh. It’s about justice and playing by the rules.“

„Nicht in Ordnung ist es, die mangelnde Zustimmung zu verstecken, wenn ein Bundesrichter nach genau diesen Zeichen von mangelnder Zustimmung fragt. Es geht nicht um herzerweichendes Mitfühlen gegenüber Lindh, es geht um das Recht und das "Spielen nach den Regeln".“

Radack ging davon aus, dass ihre kritischen Mails nie beim Untersuchungsrichter angekommen waren.
Diesem Gedanken folgend übermittelte sie 13 Mails an den Journalisten Michael Isikoff, der diese in Newsweek als The Lindh Case E-Mails mit der Überschrift „The Justice Department’s own lawyers have raised questions about the government’s case against the American Taliban.“ im Juni 2002 veröffentlichte, worauf der Richter eine Untersuchung des Leaks anordnete.
Dies hatte zur Folge, dass ihr neuer Arbeitgeber ihre Kündigung verlangte.
John Walker Lindhs Verteidigung basierte auf der Frage, ob dessen Rechte gewahrt oder verletzt wurden, die Radack in ihren Mails beantwortete; die entsprechenden Dokumente kamen jedoch als Beweismittel vor Gericht nicht zur Sprache, da die Anklage kurz zuvor eine überraschende Übereinkunft durchgesetzt hatte: Lindh hatte gestanden, dass er einige Monate lang aktiver Kämpfer der Taliban war, und dafür wurde er zu 20 Jahren Freiheitsentzug verurteilt.
Nach Beendigung des Verfahrens wurde bis Januar 2013 ermittelt, wobei Radack sich auf den Whistleblower Protection Act berief, der Straf- und Verfolgungsfreiheit zusichert, wenn die Person glaubt, Fehlverhalten von Bundesbehörden oder Regierung anzuprangern.
Nach Einstellung des Strafverfahrens wurde ihr vom DoJ mitgeteilt, es empfehle eine Untersuchung der anwaltlichen Aufsichtsbehörde Bar Association aus Maryland und dem District of Columbia, ob sie ein Fehlverhalten ihrer Profession vollzogen, etwa das Vertrauensverhältnis zwischen Mandant und Anwalt verletzt habe.

#### Seit dem Verfahren
Von 2005 bis 2007 war Radack im Komitee für Ethik der Washingtoner Rechtsanwaltskammer, von 2006 bis 2008 vertrat sie einen Whistleblower, der über Betrug beim Wiederaufbau des Irak berichtet hatte. Seit 2008 ist sie Direktorin der Abteilung National Security & Human Rights (Innere Sicherheit & Menschenrechte) des Government Accountability Projekts; dort hat sie unter anderem Thomas A. Drake vertreten. Sie vertritt auch den Whistleblower Brandon Bryant.
Sie publiziert Texte in internationalen Medien, etwa der New York Times und des Guardian oder der Nation und bloggt.

### Aktivistin für Frauenrechte
Während ihrer Zeit an der Brown University wurde sie von drei männlichen Kommilitonen sexuell belästigt. Nachdem die Täter lediglich mit zusätzlichen Runden Joggen bestraft worden waren, versuchte Radack durch Öffentlichkeitsarbeit die Universität zu stärkeren Sanktionen zu bewegen. Nach einem Auftritt mit drei anderen Frauen in der Phil Donahue Show wurde der Code of Conduct angepasst.

## Auszeichnungen
Foreign Policy nannte Radack in ihrer 2013 veröffentlichten Liste der 100 Leading Global Thinkers (etwa: Führende Köpfe weltweit) und sie wurde in die Liste der Faces of the Human Rights Revolution (Gesichter der Menschenrechtsrevolution) aufgenommen, zudem ist sie Fellow der Woodrow Wilson National Fellowship Foundation des Council of Independent Colleges.
Darüber hinaus erhielt sie folgende Auszeichnungen und Ehrungen:
- 1991: Feminist of the Year Award der Feminist Majority Foundation
- 2007: Wings of Justice Award von buzzflash.com
- 2011: Sam Adams Award
- 2012: Hugh M. Hefner First Amendment Award